# Dubbel bokföring
Dubbel bokföring är en grupp regler för bokföring av ekonomiska transaktioner som är internationell standard för näringsverksamheter. Varje transaktion bokförs på minst två olika konton, den ena delen är debet och står för dit verksamheten tillför resurser och den andra kredit var verksamheten tar resurser ifrån. Summan av alla debiteringar kräver lika stor summa krediteringar på minst ett annat konto för varje transaktion. Skillnaden mellan debet och kredit för varje transaktion ska alltid bli noll, vilket gör metoden i viss grad självkontrollerande.
Termen "dubbel bokföring" används också för att beskriva dubbelmoral.

## Beskrivning
Eftersom flera fel kan resultera i samma belopp för debiteringar och krediteringar, är dubbel bokföring inte en garanti för att fel inte har gjorts. Den garanterar dock att bokföringen är internt konsekvent, det vill säga pengar kan inte uppstå eller försvinna utan någon förklaring.
Det praktiska med dubbel bokföring är att det leder fram till att man får information om två saker samtidigt, vad verksamheten har och varför.
Begreppet vad innefattar två möjliga företeelser. Den ena företeelsen är tillgångar och den andra är skulder. Tillgångarna ska ses som verksamhetens resurser och skulderna utvisar på vilket sätt verksamheten har skaffat sig dessa resurser. Skulderna är uttryck för verksamhetens finansiering.
Begreppet varför innefattar också två möjliga företeelser. Den ena företeelsen är intäkter och den andra är kostnader. Intäkterna ska ses som periodens inflöde av ekonomiska fördelar som en konsekvens av verksamhetens leverans av prestationer till sin omvärld. Kostnaderna kan beskrivas som verksamhetens förbrukning av egna eller andras resurser.
Det finns alltså fyra olika slag av företeelser i verksamhetens dubbla bokföring, nämligen: tillgångar, skulder, intäkter och kostnader.

## Historia
De äldsta spåren av dubbel bokföring går att finna i den islamiska världens bokföring, och går att datera åtminstone från 1200-talet. I väst utvecklades den moderna bokföringen av handelsmännen i Florens från 1300-talet. Det dröjde till år 1494 tills den beskrevs av den italienska munken och bokföringens fader Luca Pacioli i boken Summa de arithmetica, geometria, proportioni et proportionalita, där ordnandet av bokföringstransaktioner, bokföring, var ett av fem ämnen som beskrevs. Italien är i och med Pacioli känt för att vara landet där dubbel bokföring grundades och därför kallas dubbel bokföring ibland för italiensk bokföring, eller dubbel italiensk bokföring.
Dagens obligatoriska årsvisa bokslut användes inte i den medeltida bokföringen. Istället redovisade man vinst och försäljning för varje varuparti för sig.

## Exempel

### Exempel 1
Antag att man ska bokföra försäljningen av en vara, till exempel en dator för 10 000 kronor. Denna händelse kan då skrivas in i en kassabok på följande sätt:
| 1910 - Kassa | 1910 - Kassa | 1910 - Kassa |
| Debet        | Kredit       | Text         |
| ------------ | ------------ | ------------ |
| 10 000       |              | Sålt dator   |

I dubbel bokföring bokför man denna post också på ett konto för "Försäljning", där man lägger posten på kreditsidan:
| 3010 - Försäljning | 3010 - Försäljning | 3010 - Försäljning |
| Debet              | Kredit             | Text               |
| ------------------ | ------------------ | ------------------ |
|                    | 10 000             | Sålt dator         |

Om man kombinerar dessa bokningar blir det en så kallad bokföringsorder:
| Konto | Debet  | Kredit | Text       |
| ----- | ------ | ------ | ---------- |
| 1910  | 10 000 |        | Sålt dator |
| 3010  |        | 10 000 | Sålt dator |

Man kan lätt kontrollera att skillnaden mellan debet och kredit är noll.

### Exempel 2
En tillgång ökar i debet och minskar i kredit: När ett tillgångskonto, till exempel kassa, debiteras ökar tillgången och när kontot krediteras minskar tillgången.
En skuld minskar i debet och ökar i kredit: När ett skuldkonto, till exempel banklån, debiteras minskar skulden och när kontot krediteras ökar skulden. 
När ett intäktskonto, till exempel försäljning, debiteras minskar intäkten och när kontot krediteras ökar intäkten.
När ett kostnadskonto, till exempel portokostnader, debiteras ökar kostnaden och när kontot Krediteras minskar kostnaden. 
Om företaget lånar 100 000 kr på banken debiteras kassakontot så att tillgången ökar med 100 000 kr. Samtidigt krediteras banklånskontot så att skulden ökar med 100 000 kr.
Om företaget säljer för 500 kr debiteras kassakontot så att tillgången ökar med 500 kr. Samtidigt krediteras försäljningskontot så att inkomsten ökar med 500 kr.
Om företaget betalar 100 kr i porto krediteras kassakontot med 100 kr. Samtidigt debiteras portoutgiftskontot så att utgiften ökar med 100 kr.